# Rastince
Rastince (mađ. Egyházasharaszti, nje. Harsting) je selo u južnoj Mađarskoj.
Zauzimaju površinu od 10,99 km četvornih.

## Zemljopisni položaj
Nalaze se na 45° 48' 34" sjeverne zemljopisne širine i 18° 20' 1" istočne zemljopisne dužine, 3,5 km od granice s Republikom Hrvatskom i 5,5 km od Drave. Najbliže naselje u RH su Torjanci.
Martince Donje (Semartin) su 1,5 km jugozapadno, Maća je 3,5 km, a Grdiša 5,5 km zapadno-jugozapadno, Harkanj je 6 km sjeverozapadno, kotarsko sjedište Šikloš je 4 km sjeverno-sjeverozapadno, Tofala je 4,5 km sjeverno, Aršanjac je 4 km sjeverno-sjeveroistočno, Haršanj (Aršanj) je 4 km sjeveroistočno, Naćfa je 1,5 km, a Tapoca je 3 km istočno-sjeveroistočno, Oldince su 1 km jugoistočno, Eperjespuszta i Tótokföldje su 4 km južno. 

## Upravna organizacija
Upravno pripada Šikloškoj mikroregiji u Baranjskoj županiji. Poštanski broj je 7824. 

## Povijest
Ime sela na mađarskom pokazuje da je u selu bila crkva (Egyháza), a drugi dio imena pokazuje na hrastovu šumu (haraszti), što se vidi u hrvatskom imenu sela (H)rastince. 
Područje je bilo naseljeno već u brončanom dobu.
Povijesni dokumenti iz 1294. nazivaju ovo mjesto važnim, jer je vojna cesta prolazila kroz ovo selo.
Za vrijeme turske vlasti je selo opustjelo, no već 1840. je imalo 600 stanovnika, a 1837. je selo imalo i školu.
Grb sela je trodijelan. Prvi dio prikazuje vuka koji drži smuđa u zubijma, drugi dio prikazuje tri crkve, koje su zapravo tri drevna naselja, Baksi (vuk), Süllod (riba) i Haraszti (hrast) .

## Gospodarstvo
2005. su napravljena istraživanja i nađen je termalni izvor kod bivšeg potoka. Temperatura vode je 37,5°C, no nisu ishođene sve potrebne dozvole.

## Promet
3 km sjeverno od sela prolazi željeznička prometnica Barča – Viljan. 3,5 km istočno se nalazi odvojak nekadašnje pruge koja je spajala Harkanj preko Tapoce i Brimena Beli Manastir u RH. 

## Stanovništvo
Rastince imaju 336 stanovnika (2001.). Mađari su većina. Roma je 3,6%, Nijemaca je 1,2%, Hrvata je 0,9% te ostalih. Rimokatolika je 51%, kalvinista je 29%, grkokatolika je 0,9% te ostalih.

### Povijesna naseljenost
- 1920.: 498
- 1970.: 465
- 1991.: 381
- 2001.: 380
- 2006.: 330

## Vanjske poveznice
- (mađ.) Beremend környéki Református Társegyházközség honlapja
- Rastince na fallingrain.com